# Mästarnas mästare 2017
Den nionde säsongen av TV-programmet Mästarnas mästare sändes i Sveriges Television under våren 2017. Detta bekräftades av Sveriges Television den 3 augusti 2016, då man samtidigt meddelade samtliga 12 deltagare för säsongen. Säsongen har denna gång spelats in i Algarve, Portugal under september 2016.
Det gruppsystem som använts i tidigare säsonger kommer även att användas i denna säsong. Detta innebär att det är 12 deltagare i programmet, hälften kvinnor och hälften män, som gör upp om segern. Inför inspelningarna delades dessa personer upp i två grupper med totalt 6 personer i respektive grupp, och de tävlar sedan inom dessa grupper i ett antal program. En efter en får deltagare lämna programmet innan en gruppfinal sker där några personer i respektive grupp går vidare till slutomgångarna i programmet. Där möts för första gången personer från bägge grupperna innan en final slutligen hålls och vinnaren koras. Brottaren Martin Lidberg stod till slut som slutsegrare av Mästarnas mästare 2017 efter en kamp med snowboardåkaren Richard Richardsson i den sista tävlingen för säsongen.

## Deltagare
Likt de senaste säsongerna är det 12 deltagare som kommer att göra upp om mästartiteln. Vilka dessa var presenterades av Sveriges Television i början av augusti 2016. Två av de ursprungliga deltagarna för säsongen, skidåkaren Jon Olsson och stavhopparen Kjell Isaksson, meddelade en kort tid efter detta att de var tvungna att avstå sina platser i tävlingen på grund av skadeskäl. Platserna ersattes av e-sportaren Emil "HeatoN" Christensen respektive snowboardåkaren Richard Richardsson. Helen Alfredsson hade tidigare medverkat i expertpanelen i den första säsongen av Mästarnas mästare.

### Grupp 1
Den första gruppen tävlade under avsnitt 1–4 (5–26 mars 2017):
| Namn                      | Sport                 |
| ------------------------- | --------------------- |
| Emil "HeatoN" Christensen | E-sport               |
| Janni Larsson             | Brasiliansk jiu-jitsu |
| Josefin Lillhage          | Simning               |
| Maria Rooth               | Ishockey              |
| Martin Lidberg            | Brottning             |
| Per-Olof "Posa" Serenius  | Isracing              |

### Grupp 2
Den andra gruppen tävlade under avsnitt 5–8 (2–23 april 2017):
| Namn                 | Sport     |
| -------------------- | --------- |
| Anders Svensson      | Fotboll   |
| Cecilia "Cissi" Ferm | Basket    |
| Helen Alfredsson     | Golf      |
| Jonas Björkman       | Tennis    |
| Richard Richardsson  | Snowboard |
| Therese Sjögran      | Fotboll   |

## Nattduellen
Nattduellen var den grenen i programmen som avgjorde vilken deltagare som varje vecka fick lämna tävlingen. I duellen möttes varje gång den mästare som totalt sett efter tre grenar hamnat sist och en mästare som den sistplacerade valt ut (dock ej den som vunnit respektive program som var immun). Likt de senaste säsongerna hölls ingen nattduell i det inledande gruppspelsmötet, både i den första och andra gruppen. Istället tog alla deltagarna med sig sina poäng från det första grupprogrammet till det andra, där en duell sedan hölls.
I nattduellen kunde duellanterna välja mellan två utmaningar och det var den mästare som blev utmanad som fick bestämma vilken av två nattduellsgrenar som ska utföras: stavduellen eller en ny variant, en precisionsduell.
Stavduellen bestod av fem lysande stavar på ett bord. När en av stavarna slocknade skulle man ta den och den som tog staven först vann och fick stanna kvar i tävlingen. Tävlingen kördes i tre omgångar, där den person som först vunnit två omgångar hade vunnit nattduellen. För att armarna skulle vara på lika långt avstånd från stavarna tvingades de tävlande hålla i två stycken kättingar, som satt fast i marken. Tappade någon av de tävlande kättingen innan staven slocknade gick segern i den omgången till motståndaren. I precisionsduellen skulle de tävlande skjuta med armborst. Det gällde att komma närmast mitten på måltavlan och de tävlande fick varsin pil per omgång. Tävlingen kördes i tre omgångar, där den person som först vunnit två omgångar hade vunnit nattduellen.
| Avsnitt | Datum (2017) | Nattduell mellan                      | Duelltyp      | Vinnare omgång 1 | Vinnare omgång 2 | Vinnare omgång 3 | Utslagen          |
| ------- | ------------ | ------------------------------------- | ------------- | ---------------- | ---------------- | ---------------- | ----------------- |
| 1       | 5 mars       | —                                     | —             | —                | —                | —                | —                 |
| 2       | 12 mars      | Emil Christensen och Josefin Lillhage | Stavduell     | Josefin Lillhage | Josefin Lillhage | —                | Emil Christensen  |
| 3       | 19 mars      | Janni Larsson och Josefin Lillhage    | Stavduell     | Janni Larsson    | Janni Larsson    | —                | Josefin Lillhage  |
| 4       | 26 mars      | Per-Olof Serenius och Martin Lidberg  | Stavduell     | Martin Lidberg   | Martin Lidberg   | —                | Per-Olof Serenius |
| 5       | 2 april      | —                                     | —             | —                | —                | —                | —                 |
| 6       | 9 april      | Jonas Björkman och Cecilia Ferm       | Stavduell     | Cecilia Ferm     | Jonas Björkman   | Jonas Björkman   | Cecilia Ferm      |
| 7       | 16 april     | Helen Alfredsson och Therese Sjögran  | Armborstduell | Helen Alfredsson | Helen Alfredsson | —                | Therese Sjögran   |
| 8       | 23 april     | Jonas Björkman och Helen Alfredsson   | Armborstduell | Helen Alfredsson | Jonas Björkman   | Jonas Björkman   | Helen Alfredsson  |
| 9       | 30 april     | Jonas Björkman och Maria Rooth        | Armborstduell | Maria Rooth      | Maria Rooth      | —                | Jonas Björkman    |
| 10      | 7 maj        | —                                     | —             | —                | —                | —                | —                 |

## Slutgiltig placering och utslagningsschema

Den nionde säsongen av Mästarnas mästare spelades in under september 2016 i den portugisiska regionen Algarve.

### Resultattabell: Grupp 1
| Deltagare         | Plats | 1  | 2  | 1+2 | 3  | 4  |
| ----------------- | ----- | -- | -- | --- | -- | -- |
| Maria Rooth       | 1     | 12 | 23 | 42  | 7  | 14 |
| Janni Larsson     | 2     | 16 | 13 | 29  | 4  | 12 |
| Martin Lidberg    | 3     | 12 | 22 | 34  | 15 | 9  |
| Per-Olof Serenius | 4     | 16 | 10 | 26  | 18 | 3  |
| Josefin Lillhage  | 5     | 16 | 12 | 28  | 12 |    |
| Emil Christensen  | 6     | 16 | 3  | 19  |    |    |

### Resultattabell: Grupp 2
| Deltagare           | Plats | 5  | 6  | 5+6 | 7  | 8  |
| ------------------- | ----- | -- | -- | --- | -- | -- |
| Richard Richardsson | 1     | 24 | 10 | 34  | 13 | 14 |
| Anders Svensson     | 2     | 15 | 24 | 39  | 11 | 10 |
| Jonas Björkman      | 3     | 15 | 7  | 22  | 14 | 7  |
| Helen Alfredsson    | 4     | 24 | 6  | 30  | 8  | 7  |
| Therese Sjögran     | 5     | 11 | 22 | 33  | 11 |    |
| Cecilia Ferm        | 6     | 11 | 15 | 26  |    |    |

### Slutspel: Semifinal och final
Finalen avgjordes den 7 maj 2017 mellan Martin Lidberg, Richard Richardsson, Maria Rooth och Anders Svensson. Den första grenen vanns av Lidberg som därmed fick fyra sekunders försprång mot tvåan, Richardsson, som i sin tur fick fyra sekunders försprång mot trean, Rooth, som i sin tur fick fyra sekunders försprång mot fyran, Svensson, inför den andra grenen. Den andra grenen vanns av Lidberg som därmed fick tjugo sekunders försprång mot tvåan, Rooth, som i sin tur fick tjugo sekunders försprång mot trean, Richardsson. Svensson kom sist och åkte därmed ut ur Mästarnas mästare. Den tredje grenen vanns av Lidberg och tvåa kom Richardsson, vilket betydde att Rooth blev utslagen. I den avgörande finalen skulle de två kvarvarande deltagarna först ta sig genom en hinderbana fastbundna med ett rep för att sedan memorera färg- och formkombinationer för att sedan skotta salt. Det sista och avgörande momentet var att skjuta brinnande pilar med en pilbåge mot en måltavla. Detta moment vanns av Lidberg som därmed blev Mästarnas mästare 2017.
| Deltagare           | Plats | 9  | 10      |
| ------------------- | ----- | -- | ------- |
| Martin Lidberg      | 1     | 22 | Vinnare |
| Richard Richardsson | 2     | 17 | Tvåa    |
| Maria Rooth         | 3     | 15 | Trea    |
| Anders Svensson     | 4     | 20 | —       |
| Jonas Björkman      | 5     | 6  |         |
| Janni Larsson       | 6     | 3  |         |